# Ennemi de l'État
Un ennemi de l'État est une personne accusée de certains crimes contre l'État tels que la trahison. Cette description est parfois une manifestation de la répression politique. Par exemple, un régime autoritaire peut prétendre maintenir la sécurité nationale en décrivant les dissidents sociaux ou politiques comme des « ennemis de l'État ». Dans d'autres cas, l'individu en question peut vraiment avoir mis en danger le pays et sa population.
Ne pas confondre avec l'Opposition politique qui elle conteste les décisions des détenteurs du pouvoir.

## Exemples

### Politique
- Dans la Rome antique, certains partis pouvaient être qualifiés d'ennemis de l'État par le biais d'actions publiques  débouchant sur un état de guerre[1]. Le terme latin « proscription » était utilisé pour la condamnation officielle des ennemis de l'État[2].
- Le terme « ennemi du peuple » en Union soviétique à l'époque du stalinisme[3].
- Les Juifs, les Roms, les Témoins de Jéhovah, les homosexuels, les communistes, les sociaux-démocrates et les syndicalistes étaient considérés comme des « ennemis de l'État » dans l'Allemagne nazie[4].
- Carlos Lamarca, capitaine l'armée brésilienne qui a déserté pour devenir le chef d'une guérilla de gauche contre la dictature militaire[5].
- Diffusant des documents militaires américains classifiés et des câbles diplomatiques Chelsea Manning a été accusé d'« aide à l'ennemi » (Al-Qaïda)[6], [7].
- Edward Snowden, informaticien américain qui a divulgué à la presse les détails des programmes top secret de surveillance de masse[8], est considéré par les lanceurs d'alerte comme persécuté en tant qu'ennemi de l'État.
- Les défenseurs des droits de l'homme travaillant au nom des communautés affectées par des projets de développement à grande échelle sont de plus en plus considérés comme des ennemis de l'État[9].
- Clive Palmer, un magnat des mines australien, a été étiqueté comme tel par Mark McGowan, le premier ministre d'Australie-Occidentale, lorsque Palmer a poursuivi le gouvernement de l'Australie-Occidentale pour ne pas lui avoir autorisé l'entrée libre dans l'État pendant les blocages de la pandémie de COVID-19[10].

### Biographie
- Biographie de Justin Raimondo sur Murray Rothbard, An Enemy of the State: The Life of Murray N. Rothbard[11].
- Biographie de Bill Lueders sur Erwin Knoll, An Enemy of the State: The Life of Erwin Knoll[12].

### Fiction
- Le personnage fictif Peter LaNague dans le roman An Enemy of the State (The LaNague Federation, Book 1) de F. Paul Wilson[13].
- Le personnage fictif Emmanuel Goldstein dans le roman Nineteen Eighty-Four de George Orwell.
- Dans Resident Evil: Damnation, l'agent spécial Leon S. Kennedy est accusé d'être un ennemi de l'État par la présidente de la République slave orientale Svetlana Belikova qui ordonne à ses gardes de le tuer juste après qu'elle s'est brièvement entraînée dans un combat en tête-à-tête avec lui [14].
- Les six personnages principaux de Final Fantasy XIII sont qualifiés d'ennemis de l'État après la destruction de Cocoon ; les principaux événements du jeu tournent autour d'eux en essayant de survivre et, espérons-le, d'effacer leurs noms.
- Tali'Zorah est accusée de trahison lors de sa quête personnelle dans Mass Effect 2.
- Dans l'épisode Breaking Brig de NCIS : Nouvelle-Orléans, l'équipe traque un suspect connu sous le nom de Matt S. O'Feeney, qui était une anagramme pour ennemi OF State[15]. Le suspect était un homme dangereux recherché par le NCIS et Interpol pour trafic d'armes et autres activités criminelles.